# Байдала (Павлодарська міська адміністрація)
Байдала́ (каз. Байдала) — село у складі Павлодарської міської адміністрації Павлодарської області Казахстану. Входить до складу Кенжекольського сільського округу.
Населення — 620 осіб (2021; 521 у 2009, 573 у 1999, 596 у 1989).
Національний склад станом на 1989 рік:
- казахи — 79 %